# Unione Sportiva Palermo 1952-1953
Questa voce raccoglie le informazioni riguardanti l'Unione Sportiva Palermo nelle competizioni ufficiali della stagione 1952-1953.

## Stagione
Nel quinto anno consecutivo in Serie A, il Palermo arriva al terzultimo posto in classifica (l'ultimo utile per la salvezza).

## Organigramma societario
Area direttiva
- Presidente: Carlo La Lomia

Area tecnica
- Allenatore: Luigi Bonizzoni, poi Giovanni Varglien

## Rosa
| N. |                   | Ruolo | Calciatore        |
| -- | ----------------- | ----- | ----------------- |
|    | Italia (bandiera) | P     | Renato Bertocchi  |
|    | Italia (bandiera) | P     | Luigi Pendibene   |
|    | Italia (bandiera) | D     | Mario Boldi       |
|    | Italia (bandiera) | D     | Mario Foglia      |
|    | Italia (bandiera) | D     | Gino Giaroli      |
|    | Italia (bandiera) | D     | Luciano Marchetti |
|    | Italia (bandiera) | C     | Armando Cavazzuti |
|    | Italia (bandiera) | C     | Flavio Cecconi    |
|    | Italia (bandiera) | C     | Benigno De Grandi |
|    | Italia (bandiera) | C     | Aredio Gimona     |

| N. |                      | Ruolo | Calciatore          |
| -- | -------------------- | ----- | ------------------- |
|    | Italia (bandiera)    | C     | Renato Martini      |
|    | Italia (bandiera)    | C     | Franco Maselli      |
|    | Italia (bandiera)    | C     | Giuseppe Pomati     |
|    | Italia (bandiera)    | C     | Paolo Todeschini    |
|    | Italia (bandiera)    | A     | Lorenzo Bettini     |
|    | Italia (bandiera)    | A     | Dante Di Maso       |
|    | Italia (bandiera)    | A     | Elia Fiorini        |
|    | Turchia (bandiera)   | A     | Şükrü Gülesin       |
|    | Argentina (bandiera) | A     | Enrique Martegani   |
|    | Italia (bandiera)    | A     | Giovanni Zamperlini |

## Risultati

### Serie A

#### Girone di andata
| Arbitro: | Agnolin (Bassano del Grappa) |

|             |           |                 |
| Bettini 49’ | Marcatori | 53’ Carapellese |

| Arbitro: | Pieri (Trieste) |

|  |           |            |
|  | Marcatori | 8’ Nordahl |

| 28 settembre 1952 3ª giornata | Como | 3 – 1 | Palermo |  |

| 5 ottobre 1952 4ª giornata | Bologna | 5 – 2 | Palermo |  |

| 12 ottobre 1952 5ª giornata | Palermo | 1 – 1 | Roma |  |

| 19 ottobre 1952 6ª giornata | Palermo | 0 – 0 | Fiorentina |  |

| 2 novembre 1952 7ª giornata | Lazio | 2 – 0 | Palermo |  |

| 9 novembre 1952 8ª giornata | Napoli | 0 – 0 | Palermo |  |

| 16 novembre 1952 9ª giornata | Palermo | 3 – 2 | Udinese |  |

| 23 novembre 1952 10ª giornata | Palermo | 4 – 2 | Atalanta |  |

| 30 novembre 1952 11ª giornata | Torino | 3 – 0 | Palermo |  |

| 7 dicembre 1952 12ª giornata | Pro Patria | 2 – 1 | Palermo |  |

| 14 dicembre 1952 13ª giornata | Palermo | 2 – 1 | Novara |  |

| 21 dicembre 1952 14ª giornata | Palermo | 0 – 3 | Inter |  |

| 4 gennaio 1953 15ª giornata | SPAL | 4 – 0 | Palermo |  |

| 11 gennaio 1953 16ª giornata | Triestina | 2 – 1 | Palermo |  |

| 18 gennaio 1953 17ª giornata | Palermo | 3 – 0 | Sampdoria |  |

#### Girone di ritorno
| Arbitro: | Piemonte (Monfalcone) |

|                        |           |               |
| Mari 39’ Boniperti 87’ | Marcatori | 69’ De Grandi |

| Arbitro: | Rigato (Mestre) |

|                                           |           |  |
| Nordahl 20’, 47’, 62’ Gren 33’ Burini 39’ | Marcatori |  |

| 8 febbraio 1953 20ª giornata | Palermo | 2 – 0 | Como |  |

| 15 febbraio 1953 21ª giornata | Palermo | 4 – 1 | Bologna |  |

| 22 febbraio 1953 22ª giornata | Roma | 1 – 0 | Palermo |  |

| 1º marzo 1953 23ª giornata | Fiorentina | 0 – 2 | Palermo |  |

| 8 marzo 1953 24ª giornata | Palermo | 3 – 1 | Lazio |  |

| 15 marzo 1953 25ª giornata | Palermo | 0 – 0 | Napoli |  |

| 22 marzo 1953 26ª giornata | Udinese | 1 – 1 | Palermo |  |

| 29 marzo 1953 27ª giornata | Atalanta | 0 – 0 | Palermo |  |

| 5 aprile 1953 28ª giornata | Palermo | 1 – 1 | Torino |  |

| 12 aprile 1953 29ª giornata | Palermo | 2 – 0 | Pro Patria |  |

| 19 aprile 1953 30ª giornata | Novara | 3 – 4 | Palermo |  |

| 3 maggio 1953 31ª giornata | Inter | 3 – 0 | Palermo |  |

| 10 maggio 1953 32ª giornata | Palermo | 2 – 2 | SPAL |  |

| 24 maggio 1953 33ª giornata | Palermo | 0 – 0 | Triestina |  |

| 31 maggio 1953 34ª giornata | Sampdoria | 4 – 1 | Palermo |  |

## Statistiche

### Statistiche di squadra
| Competizione | Punti | In casa | In casa | In casa | In casa | In casa | In casa | In trasferta | In trasferta | In trasferta | In trasferta | In trasferta | In trasferta | Totale | Totale | Totale | Totale | Totale | Totale | DR  |
| Competizione | Punti | G       | V       | N       | P       | Gf      | Gs      | G            | V            | N            | P            | Gf           | Gs           | G      | V      | N      | P      | Gf     | Gs     | DR  |
| ------------ | ----- | ------- | ------- | ------- | ------- | ------- | ------- | ------------ | ------------ | ------------ | ------------ | ------------ | ------------ | ------ | ------ | ------ | ------ | ------ | ------ | --- |
| Serie A      | 30    | 17      | 8       | 7       | 2       | 28      | 16      | 17           | 2            | 3            | 12           | 15           | 40           | 34     | 10     | 10     | 14     | 43     | 56     | -13 |

### Statistiche dei giocatori
| Giocatore     | Serie A  | Serie A |
| Giocatore     | Presenze | Reti    |
| ------------- | -------- | ------- |
| R. Bertocchi  | 16       | -25     |
| L. Bettini    | 20       | 8       |
| M. Boldi      | 26       | 0       |
| A. Cavazzuti  | 17       | 6       |
| F. Cecconi    | 12       | 3       |
| B. De Grandi  | 27       | 2       |
| D. Di Maso    | 27       | 7       |
| M. Foglia     | 14       | 0       |
| G. Giaroli    | 22       | 0       |
| A. Gimona     | 32       | 2       |
| L. Marchetti  | 33       | 0       |
| E. Martegani  | 30       | 8       |
| R. Martini    | 26       | 0       |
| F. Maselli    | 3        | 0       |
| L. Pendibene  | 18       | -31     |
| G. Pomati     | 2        | 0       |
| Sukru         | 22       | 7       |
| P. Todeschini | 23       | 0       |
| G. Zamperlini | 4        | 0       |